# Eicosapentaeenzuur
Eicosapentaeenzuur (Engels: eicosapentaenoic acid, EPA) is een meervoudig onverzadigd omega 3-vetzuur.
De verkorte formule voor EPA is 20:5 ω-3. De systematische naam is cis-5,8,11,14,17-eicosapentaeenzuur.
Eicosapentaeenzuur is, naast het verwante docosahexaeenzuur, een belangrijk bestanddeel van - met name vette - visproducten. Voorbeelden zijn zalm, makreel, haring en sardine. Eicosapentaeenzuur kan ook gevormd worden uit alfa-linoleenzuur, maar deze omzetting lijkt niet optimaal. Het is de voorloper van belangrijke fysiologische stoffen in het lichaam, de serie 3 eicosanoïden: prostaglandinen, leukotriënen en tromboxanen.

## Biologisch en nutritioneel belang
Tekorten aan eicosapentaeenzuur zijn in verband gebracht met bepaalde ziektes en aandoeningen, waaronder depressie, bipolariteit, schizofrenie, ADHD en autisme. Het blijkt bijvoorbeeld uit onderzoeken van de celmembranen van het zenuwstelsel van mensen met schizofrenie dat de gehalten omega 3- en omega 6-vetzuren verlaagd zijn.

### Schizofrenie
Een onderzoek onder 45 schizofreniepatiënten uit 2001, die nog steeds klassieke medicatie kregen, bestudeerde de effecten van een 3 maanden durende behandeling met eicosapentaeenzuur, docosahexaeenzuur of een placebo, waarbij eicosapentaeenzuur als meest werkzame stof werd geïdentificeerd. Aan het eind van de studie had nog slechts 50% van de EPA-groep antipsychotica nodig, in tegenstelling tot alle patiënten uit de placebogroep.

### ADHD
Ook bekend is de Oxford Durham Studie. Dit was een experiment uit 2005 onder 117 kinderen tussen 5 en 12 jaar met leer- en gedragsproblemen, die een placebo of EPA-rijk supplement kregen. Na drie maanden konden de behandelde kinderen drie keer zo goed lezen en vier keer zo goed spellen als de onbehandelde kinderen. Toen de kinderen in de placebogroep vervolgens zonder dat zij het wisten na 3 maanden eveneens de EPA-pil kregen, verbeterde ook hun leer- en gedragsproblemen. Na 6 maanden was eicosapentaeenzuur net zo effectief in het terugdringen van ADHD-gedrag als Ritalin.

### Depressie
Uit een meta-analyse, waarbij gekeken werd naar 13 onderzoeken, blijkt dat omega-3 supplementen met een hogere dosis EPA over het algemeen een positief effect hebben voor symptomen van depressie (specifiek MDD - Major Depression Disorder). Ook werd ondervonden dat de effecten van de supplementen sterker waren als deze gecombineerd werden met antidepressiva. 